# 마지널 스킵
마지널 스킵(일본어: マジスキ 〜Marginal Skip〜→마지스키: Marginal Skip)은 MOONSTONE의 2009년 작 어덜트 게임이다.

## 줄거리
어느날 갑자기 "시라 벨 엘리스"라는 신마계의 가출한 공주가 주인공을 만나러 다시 이 세계에 온다. 그러면서, 이야기는 시작된다....

## 등장인물
- 쿠조 타카유키
- 토스쿠

## 시스템 특징
그 당시에는 몇 안되는 와이드를 지원하는 에로게였다.

## 제작진
- 시나리오 라이터 : 쿠레
- 원화 : Mitha
  - 서브 원화 : 히나타 무츠키